# Sri-lankische Badminton-Mannschaftsmeisterschaft
Sri-lankische Badminton-Mannschaftsmeisterschaften werden seit 1946 ausgetragen. Gespielt wird um den Collins Shield.

## Titelträger
| Saison    | Sieger                  |
| --------- | ----------------------- |
| 1946      | University of Ceylon    |
| 1947      | Central YMCA            |
| 1948 1949 | nicht ausgetragen       |
| 1950      | University of Ceylon    |
| 1951      | A Triple Tie            |
| 1952      | University of Ceylon    |
| 1953      | YMCA                    |
| 1955      | YMCA                    |
| 1956      | YMCA                    |
| 1957      | YMCA                    |
| 1958      | A Triple Tie            |
| 1959      | YMCA                    |
| 1960      | YMCA                    |
| 1961      | University of Ceylon    |
| 1962      | University of Ceylon    |
| 1963      | University of Ceylon    |
| 1964      | University of Ceylon    |
| 1965      | Old Sokians Ambalangoda |
| 1966      | Old Sokians Ambalangoda |
| 1967      | A Triple Tie            |
| 1968      | Old Sokians Ambalangoda |
| 1969      | Old Sokians Ambalangoda |
| 1970      | YMCA Fort               |
| 1971 2024 | keine Daten             |